# Tarrasiidae
Die Tarrasiidae sind eine ausgestorbene Familie der Knochenfische (Osteichthyes) aus der Unterklasse der Knorpelganoiden (Chondrostei). Die Gruppe lebte im Mississippium (Unterkarbon).

## Merkmale
Die Tarrasiidae wurden zehn bis 13 Zentimeter lang. Ihr Körper war langgestreckt und ähnelte dem einer Fischlarve oder dem der Flösselhechte (Polypterus). Ihr kurzer Schädel glich dem der Palaeonisciformes. Direkt hinter dem Kopf begann eine lange Rückenflosse, die mit der diphycerken Schwanzflosse und der etwa in der Körpermitte beginnenden Afterflosse einen langen, ununterbrochenen Flossensaum bildete. Unter jedem Flossenstrahl der Rückenflosse befanden sich zwei Reihen Flossenträger (Radialia), bei der Afterflosse war es nur eine Reihe. Die kleinen Brustflossen hatten acht Radialia, die direkt am Schultergürtel saßen. Bauchflossen waren nicht vorhanden. Alle Flossenstrahlen waren ungeteilt, aber gegliedert. Die Chorda dorsalis wurde während des gesamten Lebens nicht zurückgebildet. Nur die rück- und bauchseitigen Bögen verknöcherten.

## Systematik
Die Tarrasiidae werden von Joseph S. Nelson, dem Autor des Standardwerks zur Fischsystematik, der Unterklasse der Knorpelganoiden (Chondrostei) zugeordnet, zu der auch die rezenten Störe gehören. Eine kladistische Studie kam zu dem Ergebnis, dass sie die Schwestergruppe aller Strahlenflosser mit Ausnahme der Flössler (Polypteridae) sind. Die genaue systematische Position zeigt folgendes Kladogramm.
|  | Tarrasiidae                                                            |
|  |                                                                        |
|  | \| \| Cheirolepis \| \| \| \| \| \| Übrige Strahlenflosser \| \| \| \| |
|  |                                                                        |
|  | Cheirolepis                                                            |
|  |                                                                        |
|  | Übrige Strahlenflosser                                                 |
|  |                                                                        |

|  | Cheirolepis            |
|  |                        |
|  | Übrige Strahlenflosser |
|  |                        |

|  | Tarrasiidae                                                            |
|  |                                                                        |
|  | \| \| Cheirolepis \| \| \| \| \| \| Übrige Strahlenflosser \| \| \| \| |
|  |                                                                        |
|  | Cheirolepis                                                            |
|  |                                                                        |
|  | Übrige Strahlenflosser                                                 |
|  |                                                                        |

|  | Cheirolepis            |
|  |                        |
|  | Übrige Strahlenflosser |
|  |                        |

|  | Tarrasiidae                                                            |
|  |                                                                        |
|  | \| \| Cheirolepis \| \| \| \| \| \| Übrige Strahlenflosser \| \| \| \| |
|  |                                                                        |
|  | Cheirolepis                                                            |
|  |                                                                        |
|  | Übrige Strahlenflosser                                                 |
|  |                                                                        |

|  | Cheirolepis            |
|  |                        |
|  | Übrige Strahlenflosser |
|  |                        |

|  | Tarrasiidae                                                            |
|  |                                                                        |
|  | \| \| Cheirolepis \| \| \| \| \| \| Übrige Strahlenflosser \| \| \| \| |
|  |                                                                        |
|  | Cheirolepis                                                            |
|  |                                                                        |
|  | Übrige Strahlenflosser                                                 |
|  |                                                                        |

|  | Cheirolepis            |
|  |                        |
|  | Übrige Strahlenflosser |
|  |                        |

## Gattungen
Es wurden zwei Gattungen mit zahlreichen Arten beschrieben:
- Paratarrasius Traquair, 1881 (69 Arten)
- Tarrasius Lund & Melton, 1982 (zehn Arten)

Tarrasius hatte einen vorne unbeschuppten und hinten beschuppten Körper, während Paratarrasius vollständig beschuppt war.

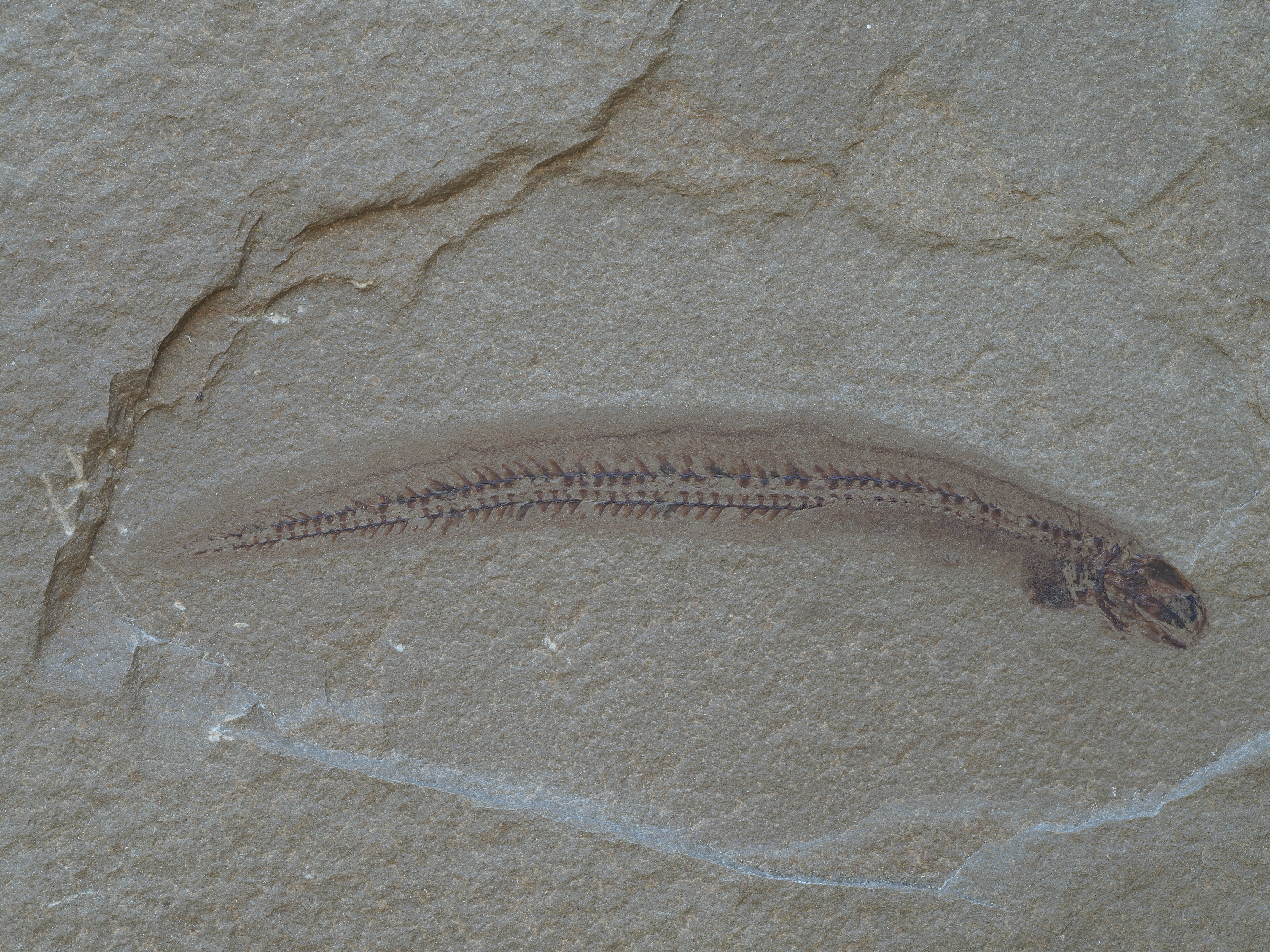
Tarrasiide aus dem Bear-Gulch-Kalkstein

## Belege
1. ↑  Richard Lund, Cecile Poplin: Cladistic Analysis of the Relationships of the Tarrasids (Lower Carboniferous Actinopterygians). In: Journal of Vertebrate Paleontology. Bd. 22, Nr. 3, September 2002, S. 480–486, doi:10.1671/0272-4634(2002)022[0480:CAOTRO]2.0.CO;2.